# 浦部浩司
浦部 浩司（うらべ こうじ、1968年5月18日 - ）は、日本の実業家。株式会社ソケッツ創業者、同社代表取締役社長。

## 人物・経歴
1992年学習院大学経済学部卒業、日本合同ファイナンス入社。IT企業への投資などに従事し、1999年ベンチャー企業のビジュアルコミュニケーションの執行役員に就任。2000年メディアソケット（のちのソケッツ）を設立し、代表取締役社長に就任。アプリケーションやデータベースの開発・提供を進め、2009年には東京証券取引所マザーズに上場を果たした。